# スーザニー
スーザニー・サマルカンディー（ペルシャ語:سوزنی سمرقندی、ラテン文字表記例:Suzani Samarqandi、生年不詳 - 1166年頃）は、ペルシャサマルカンド出身の詩人。
生涯はあまり分かっていないが、ブハラで学んだとされ、地方王朝の宮廷に仕えて頌詩を読んだとされる。
スーザニーの作る詩にはやや諷刺が組み込まれており、ペルシア文学史上でも諷刺詩人として高い地位を占めている。また、アラビア語とトルコ語が話せたとされる。
現存する『スーザニー詩集』は多くの諷刺詩や頌詩が収められており、平易で流麗な文体とペルシャ語学者の黒柳恒男は評している。